# Mil Mi-8
Mil Mi-8 (tên hiệu NATO "Hip") là một máy bay trực thăng lớn hai động cơ. Mẫu một động cơ đầu tiên (AI-24W), W-8, cất cánh ngày 9 tháng 7, 1961. Chiếc thứ hai với hai động cơ AI-24W cất cánh lần đầu ngày 17 tháng 9 năm 1962. Sau khi được sửa đổi một số chi tiết, nó được đưa vào phục vụ trong Không quân Xô viết năm 1967 với cái tên Mi-8. Có rất nhiều biến thể, gồm Mi-8T ngoài khả năng vận chuyển 24 binh sĩ còn được trang bị các tên lửa điều khiển chống tăng. Kiểu Mil Mi-14 dùng cho hải quân, và kiểu Mil Mi-24 tấn công cũng là biến thể từ loại Mi-8.
Mi-8 được sử dụng ở hơn 50 quốc gia, gồm Ấn Độ, Trung Quốc và Iran; biến thể mới nhất Mi-8MT/Mi-17 được trang bị nặng hơn và giới thiệu năm 1981. Mi-17 ít được biết đến hơn, hoạt động ở khoảng 20 nước.
Hơn 12.000 chiếc máy bay trực thăng đa chức năng Mi-8 (tên hiệu do NATO đặt: Hip) đã được sản xuất với hơn 2.800 chiếc được xuất khẩu và chúng hiện phục vụ trong lực lượng không quân hơn 50 nước.

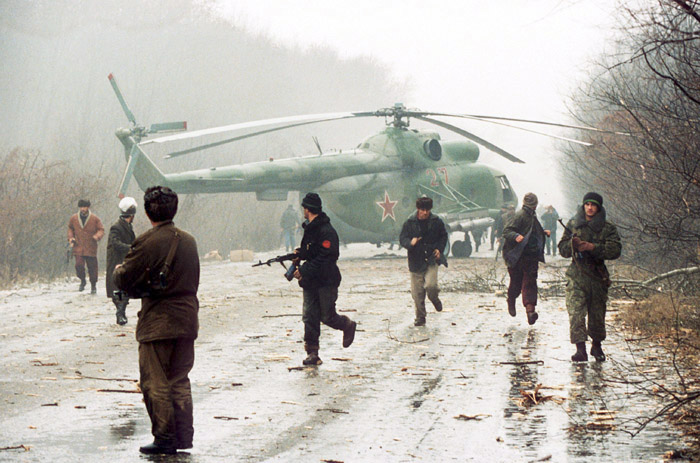
Một chiếc Mi-8 Nga bị bắn hạ ở Chechnya, 1994

Các máy bay trực thăng được chế tạo bởi công ty sản xuất máy bay trực thăng Mil Moscow Helicopter JSC ở Moskve, công ty Kazan JSC ở Kazan và công ty hàng không Ulan-Ude. Chúng gồm các phiên bản dùng trong dân sự và quân sự. Các phiên bản quân sự gồm Mi-8T vận tải, chuyên chở VIP, chiến tranh điện tử, trinh sát, phiên bản Mi-8TV có trang bị vũ khí và phiên bản tìm kiếm và cứu hộ Mi-8MPS.
Các đơn đặt hàng gần đây gồm: 40 chiếc trực thăng Mi-8TV cho Ấn Độ được trang bị tên lửa không đối đất Vikhr-M (AT-16), được chuyển giao vào cuối năm 2001, một số Mi-17 cho Iran, 10 cho Malaysia, 20 cho Colombia, sáu cho Ấn Độ, 12 cho Pakistan và 13 cho Venezuela. Tháng 2 năm 2005, Không quân Iraq đặt hàng mười chiếc Mi-17V-5 từ công ty Bumar Ba Lan. Đến tháng 12, quân đội Séc nhận 16 chiếc Mi-17SH như một phần trong sự giải quyết nợ của Nga.
Tháng 7 năm 2002, Kazan đã ký một thoả thuận thị trường quốc tế với BAE Systems của Anh Quốc và Kelowna Flightcraft của Canada về một phiên bản cải tiến, máy bay lên thẳng vận tải và các mục đích khác Mi-172. Chiếc The Mi-172 có một hệ thống nhiệm vụ mới từ BAE Systems Avionics, kính buồng lái mới với hệ thống công cụ bay điện tử mới từ Honeywell và tháp đa cảm biến ổn định Titan 385 của BAE Systems.

## Trực thăng đa chức năng M-17 HIP
Phiên bản cải tiến của Mi-8 là máy bay trực thăng đa chức năng Mi-17 cũng được gọi là Mi-8TMB. Nó được thiết kế đặc biệt để cải tiến các tính năng ở độ cao lớn và trong các điều kiện thời tiết nóng.
Mi-17 có thể được phân biệt so với Mi-8 nhờ các bộ lọc không khí được lắp thêm ở các cửa hút gió turbine, cũng như cánh quạt đuôi ở bên trái, vì động cơ trục turbo TB-3-117A mạnh hơn được trang bị cho nó đòi hỏi.

## Trực thăng vận tải MI-8T
Chiếc trực thăng vận tải quân sự Mi-8T có một pod and boom quy ước và một rotor đuôi và cơ cấu hạ cánh ba bánh không co lại được. Cánh quạt năm cánh được làm từ hợp kim nhôm. Buồng lái ba người - chỉ huy, hoa tiêu và thợ máy. Các hệ thống làm ấm cho buồng lái và cabin chính còn điều hoà không khí thì tuỳ chọn. Các phiên bản cứu hộ và cấp cứu có một hệ thống oxy cho tổ lái và người bị nạn.
Mi-8 có các đặc điểm tồn tại tuyệt vời gồm bình chứa nhiên liệu có nạp bọt chống nổ, buồng lái bọc thép, hệ thống chữa cháy và các mạch điều khiển chính dự trữ, hệ thống năng lượng và nước.

## Trực thăng chở hàng MI-8
Thiết bị đỗ và vận chuyển của máy bay trực thăng có thể được dùng để treo những vũ khí chiến tranh nhẹ và đạn dược nhờ vào các tời và cứu hộ người dưới mặt đất hay trên biển bằng một tời kéo hoạt động điện (khả năng 200 kg). 
Cabin có các điểm cài trên sàn. Các thang lên máy bay có thể dùng cho xe lên. Cabin có thể chứa 12 litters (stretchers). Dây đeo hàng bên ngoài có thể mang 3.000 kg.

## Các động cơ trục Turbo Klimov TV-2117
Máy bay trực thăng Mi-8T có hai động cơ trục Turbo Klimov TV2-117. Bộ làm lệch được lắp trên các cửa hút gió của động cơ nhằm ngăn chặn sự thâm nhập của bụi khi cất cánh từ những khoảng đất không được chuẩn bị trước. Máy bay cũng có bộ phận phát năng lượng dự bị (Auxiliary Power Unit - APU) cho những nhiệm vụ độc lập.
Máy bay chứa 1.870 lít nhiên liệu trong hai bình chứa đàn hồi bên trong và hai bình bên ngoài. Tổng dung tích nhiên liệu có thể lên đến 3.700 lít bằng cách lắp thêm hai bình chứa bằng sắt trong cabin.

## Trực thăng vũ trang MI-8TV
Mi-8TV vũ trang là một phiên bản của Hip. Nó được trang bị súng máy gắn sẵn bên trong và sáu giá vũ khi với các rocket S-5 bên ngoài. Máy bay cũng có thể mang tên lửa chống tăng AT-2 Swatter 9M 17P Skorpion. Để điều khiển vũ khí, nó dùng ống ngắm vũ khí chuẩn PKV. Mi-8 cũng có khả năng rải mìn.
Các máy bay Mi-8TV vũ trang được trang bị động cơ TV3-117VMA mạnh hơn cải thiện trần bay (3.950m so với 1.760m của Mi-8MT). Khả năng treo hàng tối đa của phiên bản vũ trang tăng lên đến 4.000 kg.

## Trực thăng tìm kiếm và cứu hộ MI-8MPS
Chiếc Mi-8MPS tìm kiếm và cứu hộ được phát triển từ máy bay trực thăng vận tải quân sự. Trong các nhiệm vụ tìm kiếm, tổ lái thả các đèn hiệu radio để đánh dấu vùng tai hoạ và chuyển đội cứu hộ tới giúp đỡ và cứu người bị nạn. Máy bay có thể nhấc mười người một lúc bằng dây treo qua bè cứu hộ PSN-10 và cũng có thiết bị hạ cánh khẩn cấp đảm bảo khả năng nổi tới 30 phút khi bắt buộc phải hạ khẩn cấp xuống biển.
Những sửa đổi đặc biệt của Mi-8MPS cho các nhiệm vụ tìm kiếm và cứu nạn ở thân gồm hai cửa mạn, một bè chứa, một cửa vào lớn và các bình nhiên liệu phụ. Các trang thiết bị lắp thêm gồm hệ thống radar YuR-40.1, thiết bị tầm nhiệt TAPAS, hệ thống lái/định vị PNKV-8PS và thiết bị cứu nạn, một cần trục bên trong với tời LPG-300 và cán dài.

## Trực thăng tìm kiếm tàu vũ trụ MI-8MPS
Trực thăng tìm kiếm tàu vũ trụ Mi-8MPS chuyển chở các nhóm kỹ thuật và nhóm thao tác với thiết bị cứu hộ tới vùng hạ cánh. Các thiết bị và phương pháp tìm kiếm bằng thị giác được sử dụng để định vị tàu vũ trụ quay trở lại Trái Đất và đang hạ cánh bằng dù xuống vùng hạ cánh. Máy bay được sử dụng để cứu hộ các nhà du hành và đưa họ trở về căn cứ. Các vật thể vũ trụ nặng tới 3.000 kg được vận chuyển bằng dây treo tới sân bay gần nhất.

## Tai nạn
- Ngày 4 tháng 12/2003 một máy bay trực thăng Mi-8 của Ba Lan bị rơi gần Piaseczno.
- Ngày 19 tháng 7/2009 một máy bay trực thăng Mi- 8 bị rơi tại sân bay Kandahar khi cất cánh làm chết 16 người và bị thương 5 người khác. Các máy bay trực thăng thuộc sở hữu của Vertikal -T, một công ty vận tải hàng không Nga.
- Ngày 21 tháng 12/2012, một Mi-8 làm việc cho Phái đoàn Liên Hợp Quốc tại Nam Sudan (UNMISS) bị bắn rơi gần Likuangole ở Nam Sudan trong cuộc xung đột nội bộ tại miền Nam Sudan. Tất cả bốn người trên máy bay đều chết.
- Ngày 9 Tháng 3/2013, một Mi-8 thuộc sở hữu của hãng UTair Aviation làm việc cho Liên Hợp Quốc bị rơi do thời tiết, làm chết toàn bộ phi hành đoàn gồm bốn người Nga.
- Sáng 27/5/2013 đã xảy một vụ tai nạn trực thăng Mi-8 khiến 4 người thiệt mạng và 2 người khác bị thương tại khu tự trị Chukotk.
- Ngày 2 tháng 7/2013, ít nhất 15 người thiệt mạng khi trực thăng Mi-8 của Hãng Polyarnye Avialinii đang thực hiện chuyến bay chở khách như thường lệ thì bị mất liên lạc với đài kiểm soát không lưu.
- Ngày 31 tháng 5/2014 Trực thăng Mi-8 đã đâm xuống một hồ nước vùng Murmansk ở tây bắc Nga khiến 16 người mất tích, trực thăng chở các quan chức và doanh nhân. Máy bay trực thăng trên thuộc công ty Apatit, chuyên sản xuất phân bón. Người phát ngôn của Apatit nói rằng giám đốc công ty Alexei Grigoryev và phó giám đốc Konstantin Nikitin được cho là đáp chuyến bay này. Quan chức hàng đầu trong khu vực bao gồm cả Phó thống đốc Murmansk được cho là cũng đã lên chiếc trực thăng này.
- Lúc 7h45 sáng 7/7, chiếc trực thăng Mi-171 rơi[1] ở khu vực Hòa Lạc cách trung tâm Hà Nội khoảng 40 km về phía tây khi đang huấn luyện bay làm 18 chiến sĩ hi sinh, 5 người bị thương. Máy bay bị nạn mang số hiệu 01 thuộc Trung đoàn 916, Sư đoàn Không quân 371, Quân chủng Phòng không-Không quân (Việt Nam). Đây là một trong những vụ tai nạn máy bay quân sự nghiêm trọng nhất trong nhiều năm trở lại đây. Cất cánh lúc 7h30 để huấn luyện nhảy dù, đến 7h45 máy bay mất liên lạc và rơi cách sân bay Hòa Lạc khoảng 3 km. Loại trừ yếu tố "phá hoại từ bên ngoài", Trung tướng Võ Văn Tuấn, Phó tổng tham mưu trưởng Quân đội, cho biết nguyên nhân do lỗi kỹ thuật. Theo Cục Cứu hộ cứu nạn thuộc Bộ Quốc phòng, chiếc trực thăng bị cháy động cơ trước khi rơi.
- Khoảng 9h30 sáng ngày 26/3/2015, chiếc MI-8 7850 thuộc đoàn bay 937 chuyên làm nhiệm vụ cứu hộ cứu nạn chở tám chiến sĩ (gồm 4 thành viên phi hành đoàn và 4 người trong tổ tìm kiếm cứu nạn) đã bị rơi tại khu vực đường băng thuộc đảo Phú Quý, tỉnh Bình Thuận ở độ cao khoảng 5-10m. Ba người bị thương nhẹ, đã được điều trị ổn định trong ngày.

## Các biến thể

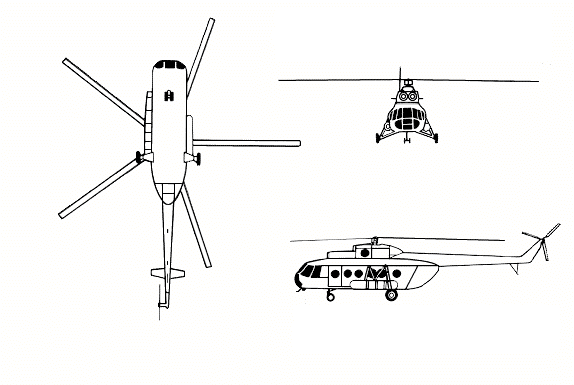
Sơ đồ máy bay MI-8

### Mẫu thử/biến thể sản xuất số lượng nhỏ
V-8 (NATO – Hip-A)
Mẫu một động cơ nguyên bản.
V-8A
V-8AT
Phiên bản vận tải dân dụng với động cơ cải tiến.
Mi-8 (NATO – Hip-B)
Mẫu hai động cơ.
Mi-8TG
Mi-18

### Biến thể vận tải quân sự cơ bản
Mi-8T (NATO – Hip-C)
Mi-8TV
Mi-8TVK (NATO – Hip-E, Mi-8TB)
Mi-8TBK (NATO – Hip-F)

### Biến thể chỉ huy và tác chiến điện tử
Mi-8IV (NATO – Hip-G, Mi-9)
Mi-8PP (NATO – Hip-K)
Mi-8PD
Mi-8SMV (NATO – Hip-J)
Mi-8VPK (NATO – Hip-D, a.k.a. Mi-8VzPU)

### Biến thể quân sự khác
Mi-8AD
Mi-8AV
Mi-8BT
Mi-8MB "Bissektrisa"
Mi-8R (a.k.a. Mi-8GR)
Phiên bản trinh sát chiến thuật với hệ thống Elint "Grebeshok-5".
Mi-8K
Mi-8TP
Mi-8SKA
Mi-8T(K)
Mi-8TZ
Mi-8MTYu

### Biến thể dân sự

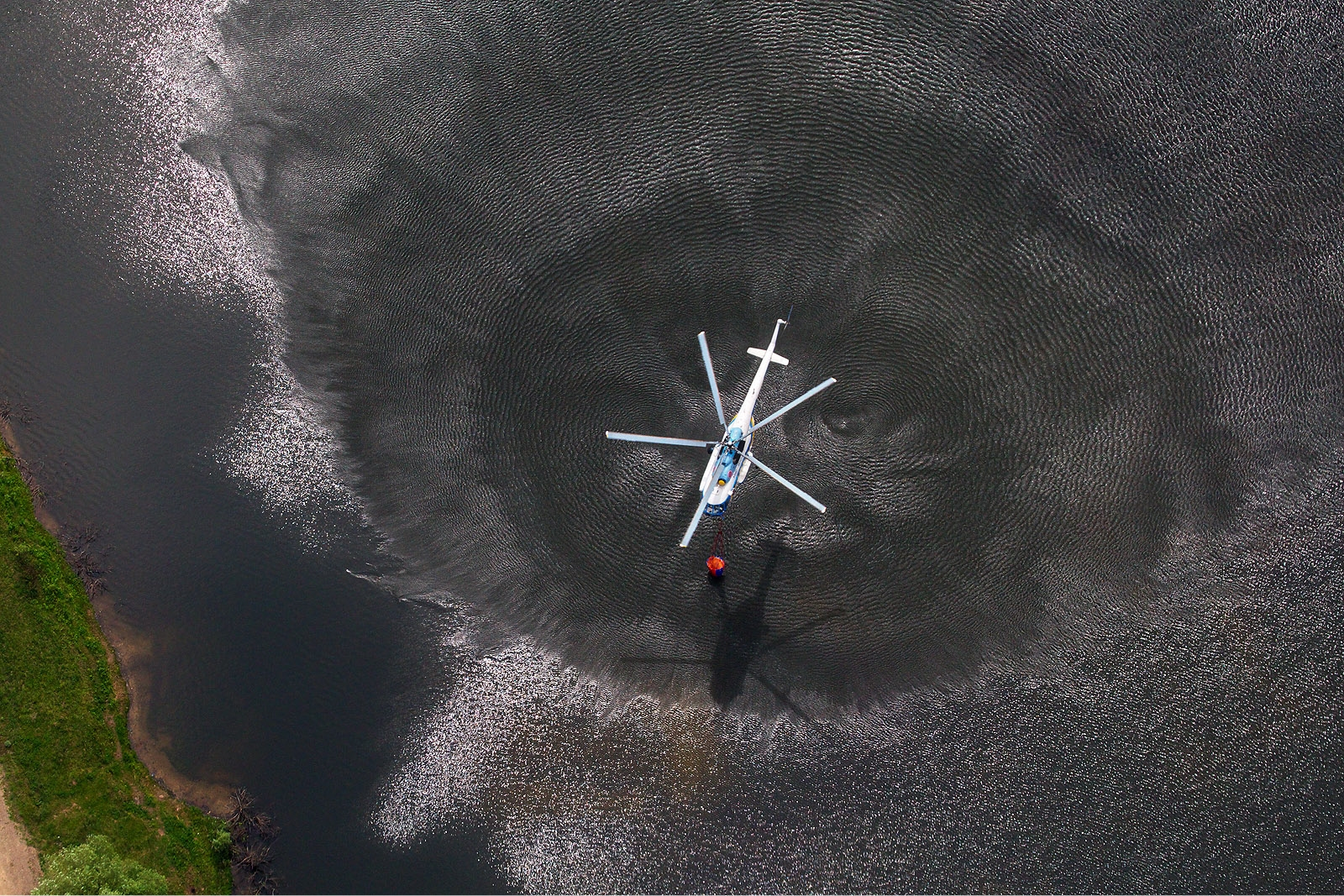
Mi-8MTV-1 thuộc Bộ tình trạng khẩn cấp Ukraina mang thiết bị chữa cháy.

Mi-8T (NATO – Hip-C)
Mi-8P
Mi-8S "Salon"
Mi-8MPS
Mi-8MA
Mi-8MT
Mi-8AT
Mi-8ATS
Mi-8TL
Mi-8TM
Mi-8TS
Mi-8VIP
Mi-8PA

## Quốc gia sử dụng

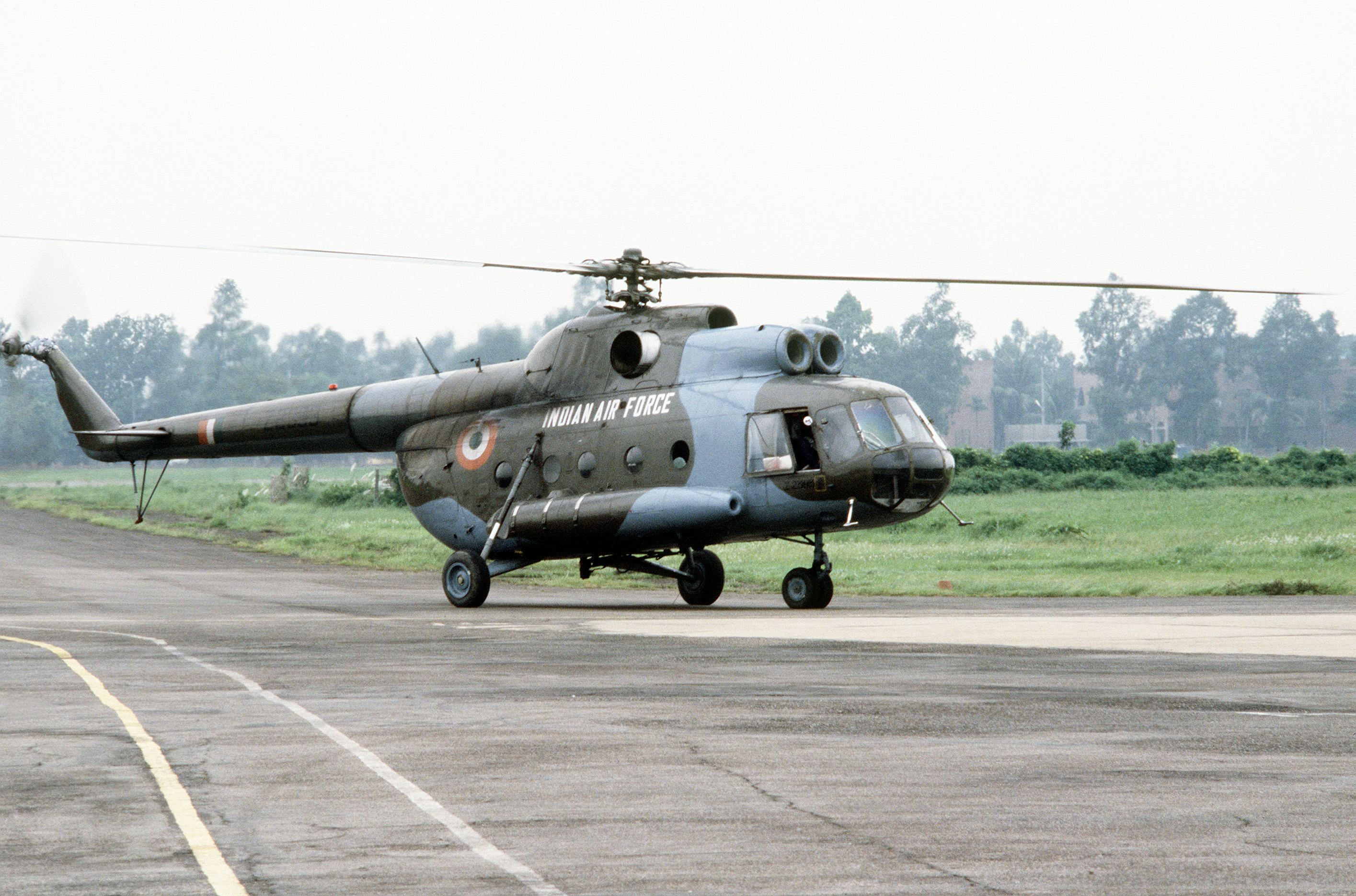
Mil Mi-8 của Không quân Ấn Độ

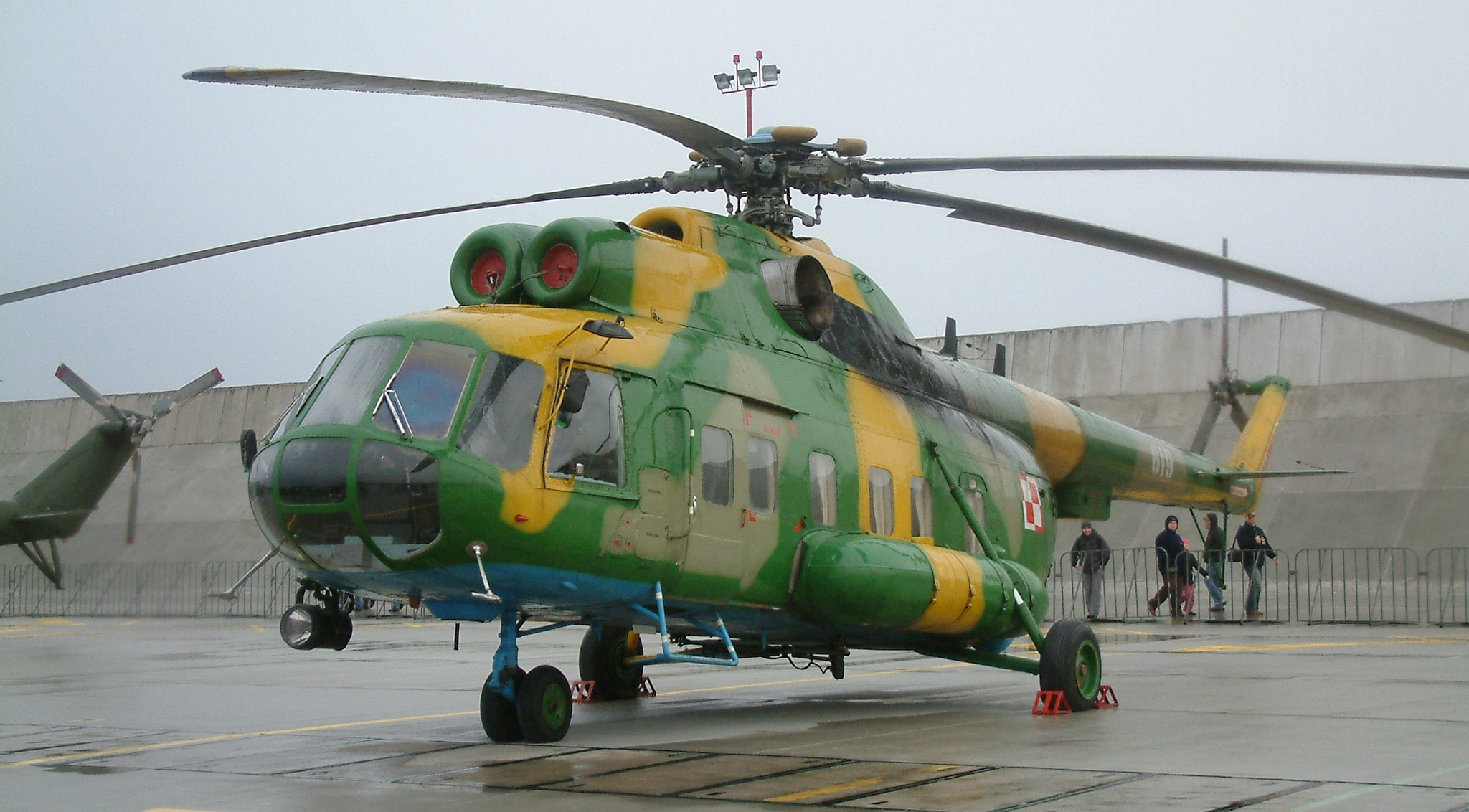
Mi-8S của Ba Lan

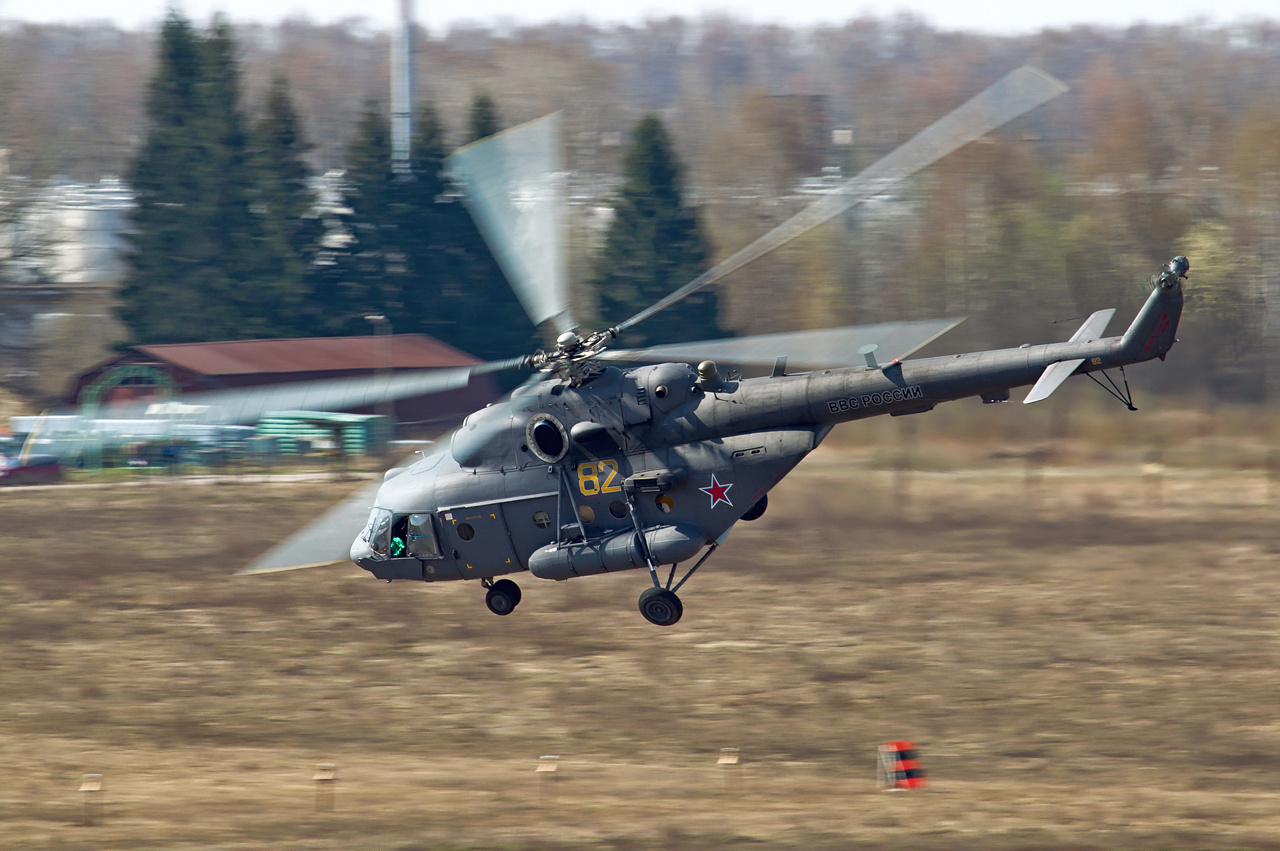
Mil Mi-8MTV-5 của Không quân Nga

| - Afghanistan - Algeria - Angola - Armenia - Azerbaijan - Belarus - Bhutan - Bosnia and Herzegovina - Bulgaria - Burkina Faso - Campuchia - Trung Quốc - Colombia - Cộng hòa Séc - Cộng hoà Congo - Cộng hòa Dân chủ Congo - Croatia - Cuba - Djibouti - Đông Đức - Ai Cập - Eritrea - Ethiopia - Finland - Gruzia - Đức - Guinea - Guinea-Bissau - Hungary - Ấn Độ - Iraq | - Iran - Kazakhstan - Kyrgyzstan - Latvia - Lào - Libya - Lithuania - Mexico - Cộng hòa Dân chủ Nhân dân Triều Tiên - Mali - Moldova - Mông Cổ - Mozambique - New Zealand - Peru - Ba Lan - Romania - Nga - Serbia - Serbia and Montenegro - Slovakia - Soviet Union - Republika Srpska - Sudan - Syria - Turkmenistan - Tajikistan - Ukraine - Hoa Kỳ - Uzbekistan - Việt Nam - Nam Tư |

## Tính năng kỹ chiến thuật (Mi-8T)
Dữ liệu lấy từ Jane's All The World's Aircraft 1992–93
Đặc điểm tổng quát
- Tổ lái: 3
- Sức chuyên chở: 

  - 24 hành khách hoặc
  - 12 cáng tải thương và chỗ cho 1 nhân viên y tế hoặc
  - 3.000 kg (6.600 lb) tại các giá treo ở ngoài lẫn trong khoang
- Chiều dài: 18,17 m (59 ft 7 in)
- Đường kính rô-to: 21,29 m (69 ft 10 in)
- Chiều cao: 5,65 m (18 ft 6 in)
- Diện tích đĩa quay: 356 m² (3.832 ft²)
- Trọng lượng rỗng: 7.260 kg (16.007 lb)
- Trọng lượng có tải: 11.100 kg (24.470 lb)
- Trọng lượng cất cánh tối đa: 12.000 kg (26.455 lb)
- Động cơ: 2 × Klimov TV3-117Mt kiểu turboshaft, 1.454 kW (1.950 shp)  mỗi chiếc
- Sức chứa nhiên liệu tổng cộng: 3.700 l (977 US gal)

 Hiệu suất bay 
- Vận tốc cực đại: 260 km/h (140 kt)
- Tầm bay: 450 km (280 mi)
- Tầm bay chuyển sân: 960 km (596 mi)
- Trần bay: 4.500 m (14.765 ft)

Trang bị vũ khí

Lên tới 1.500 kg (3.300 lb) vũ khí mang dưới 6 giá treo, gồm:
- rốc két S-5, rốc két S-8 hoặc
- thùng súng UPK-23-250 hoặc
- tên lửa chống tăng hoặc bom.